# Snusdosan
Snusdosan (engelska: Murder Ahoy!) är en brittisk film från 1964 i regi av George Pollock. Det är den sista av fyra filmer om Miss Marple gjorda av MGM med Margaret Rutherford i huvudrollen som Christies berömda amatördetektiv. De tidigare filmerna i serien är: 4.50 från Paddington, Mord, sa hon och Det är fult att mörda. 

## Historia
Filmen gjordes 1964 och regisserades av George Pollock. Musiken gjordes av Ron Goodwin. Inspelningsplatser var bland annat Denham Village och St Mawes, Cornwall.
Till skillnad från de tre tidigare filmerna som anpassats från Christie-romaner - 4.50 från Paddington (Murder She Said - den enda Miss Marple-romanen som används), Begravningar är farliga (ett Hercule Poirot-mysterium, anpassat för Miss Marple med titeln Mord, sa hon) och Mrs McGinty är död (en annan Poirot-roman bearbetad som Det är fult att mörda) – användes i den här filmen ett originalmanus som inte var baserat på någon av Christies historier.
Den använder dock element från 1952 års Miss Marple-berättelse Trick med speglar. Battledore är ett träningsfartyg för tonårspojkar med kriminella tendenser att vägleda dem in på den raka och smala vägen – när det i själva verket är en av medlemmarna i besättningen som utbildar dem för en karriär inom inbrottsstöld. På samma sätt används metoden i Trick med speglar, då en internatskola för kriminella ungdomar, för att finslipa sina kriminella färdigheter. Detta är det enda elementet i filmen som är lånat från en Christie-historia.

## Handling
Handlingen utspelar sig huvudsakligen ombord på ett gammalt krigsfartyg av trä, HMS Battledore, som har köpts av en stiftelse för rehabilitering av unga brottslingar, och som av grundaren hade för avsikt att "göra karlar av pojkar". Strax efter att ha gått med i stiftelsens styrelse blir miss Marple (Margaret Rutherford) vittne till hur en annan styrelsemedlem, Ffolly-Hardwicke, plötsligt dör efter att just har återvänt från ett överraskningsbesök på skeppet och där blivit mycket störd av något han hade upptäckt där. Han dör utan att kunna avslöja sin upptäckt. Miss Marple lyckas få tag på ett litet prov av hans snus, som visar sig vara förgiftat.
Hon bestämmer sig för att ta reda på vad den mördade mannen har upptäckt och besöker skeppet, medan hennes käre vän och förtrogne Jim Stringer (spelad av Margaret Rutherfords make Stringer Davis), undersöker saken på land. Kaptenen (Lionel Jeffries) ogillar henne omedelbart och fäller en sarkastisk kommentar till skeppets förste styrman kommendörkapten Breeze-Connington (William Mervyn) om hennes föråldrade formella marinklädsel och frågar "Vem tror hon att hon är, Neptunus mamma?" Hans förtvivlan intensifieras när hon tillkännager sin avsikt att stanna ombord flera dagar. Kaptenen går motvilligt med på hennes önskan och överlåter sin egen bostad till henne, vilket leder till att officerarna förflyttas från sina egna hytter till respektive underordnades.
Den natten använder miss Marple och mr Stringer morsekod och ficklampor för att kommunicera och miss Marple ber honom att följa efter sjömännen som just gått i land. Mr Stringer får reda på att de håller på att råna hus och tar sin jolle för att ro till skeppet och informera miss Marple. Löjtnant Compton – som hetsar pojkarna ombord på Battledore till rån – råkar höra deras samtal och är på väg ner, förmodligen för att döda miss Marple, när han mördas – genomborrad av ett svärd och sedan hängd från en mast. Medan polisutredningen fortskrider dödas den assisterande husmodern Shirley Boston, av allt att döma genom en injektion av gift. Miss Marples egen undersökning avslöjar att Boston var löjtnant Comptons älskarinna och medbrottsling i rånen. Hon låtsades vara förälskad i underlöjtnant Humbert, vars familj tillhör överklassen, för att få inbjudningar till sociala tillställningar och därmed utforska potentiella rånmål. Boston dödades när hon försökte gömma smycken från rånen. Den fortsatta undersökningen stör fartygets traditionella firande av Trafalgar Day på hotellet vid stranden. Kaptenen skyller på miss Marple för detta. Han ber kommissarie Craddock (Charles 'Bud' Tingwell) att hitta ett sätt att få henne av skeppet och säger: "Hon är en jinx! Hon är en Jona! Hon blåser en ond vind!"
Miss Marple gillrar en fälla. Först övertalar hon kommissarie Craddock att låta besättningen gå i land för att fira Trafalgar Day. Sedan meddelar hon besättningen att hon vet att giftet administrerades med hjälp av en råttfälla som lockbete, och hon antyder att hon har för avsikt att avslöja mördarens identitet inom kort. När besättningen lämnar skeppet stannar kommissarie Craddock och hans assistent Sgt. Bacon (Terence Edmond) i hemlighet kvar ombord och gömmer sig i väntan på att mördaren ska avslöja sig genom att försöka tysta miss Marple. När hon snokar runt stöter hon på kommendörkapten Dimchurch (Gerald Cross) som smyger omkring på skeppet. I själva verket stannade han kvar för att bekänna för miss Marple sin dolda sjösjuka, som hon redan misstänkte eftersom hon såg honom få medicin från sjukstugan. Miss Marple försäkrade honom att det inte skulle hindra hans förmåga till sjöss. Efter att Dimchurch tacksamt tackat miss Marple är han på väg att lämna skeppet för att sent omsider delta i firandet på land, men blir slagen medvetslös av en okänd man.
Miss Marple söker igenom skeppet efter den laddade råttfällan och använder försiktigt ett svärd, inte händerna, för att peta i möjliga gömställen. Hon hittar råttfällan gömd i en kanonmynning, och med den en stor summa pengar. Kommendörkapten Breeze-Connington, beväpnad med sitt svärd, konfronterar henne. Som svar på hennes fråga informerar han henne om att han har förskingrat pengarna gradvis under sina många år på Battledore - pengar som han anser att man var skyldig honom eftersom han orättvist förbigicks vid befordran när han tjänstgjorde i Royal Navy. Han erkänner morden på Ffolly-Hardwicke, som avslöjade bedrägeriet, och Compton, som också fick reda på bedrägerierna och utpressade Breeze-Connington. Shirley Boston försökte gömma bytet på samma plats som Breeze-Connington gömde inkomsterna från sitt årslånga bedrägeri och träffades av den förgiftade råttfällan som han installerade för att skydda sitt gömställe. Breeze-Connington drar slutsatsen att han tänker döda miss Marple på fläcken, ta pengarna och fly landet.
Miss Marple ropar till kommissarie Craddock att han ska arresteras, men Craddock och sergeant Bacon har av misstag blivit inlåsta i sitt gömställe och kan inte hjälpa till. Breeze-Connington drar sitt svärd för att döda miss Marple, men miss Marple är själv en skicklig amatörfäktare. Hon och Breeze-Connington utkämpar en vildsint svärdskamp. Breeze-Connington lyckas avväpna henne och står i begrepp att utdela nådastöten, men mr Stringer, som miss Marple hade trott var i land, slår honom bakifrån i huvudet med en påk.
Kaptenen ställs inför krigsrätt för att ha misslyckats med att upptäcka förskingringen under sitt befäl. När han kommer in i hytten för att höra domen, ser han sitt svärd på bordet med fästet mot sig, och drar felaktigt slutsatsen att han har befunnits skyldig. Miss Marple rättar honom: Nämnden har funnit att han inte har gjort något fel. Även om han är mycket lättad över att ha undvikit vanära, meddelar han att han måste avgå trots det, eftersom han har haft en lång affär med skeppets husmor (Joan Benham). Detta är ett brott mot den gyllene regeln om att det inte ska finnas "någon samröre mellan könen" ombord på fartyget. De har nu för avsikt att gifta sig, vilket skulle diskvalificera honom för hans position som kapten. Han tar farväl och vänder sig om för att gå, men miss Marple hejdar honom och säger: "Jag tror att jag talar för mina kolleger när jag säger att den gyllene regeln härmed är upphävd. Du är en utmärkt kapten, men det förefaller mig som om Battledore mycket väl skulle kunna duga med en kvinnas hand vid rodret. Han och husmor omfamnar varandra glatt.
När miss Marple kliver in i jollen för att lämna skeppet, vinkar husmor och kaptenen adjö från däck. Kaptenen vänder sig till husmor och säger: "Vet du, i samma ögonblick som jag fick syn på henne, sa jag till mig själv: 'Vilken gammal raring'!" Husmor minns hans första reaktion och höjer ögonbrynen på ögonbrynen, vilket får kaptenen att skratta fåraktigt.

## Om filmen
- Snusdosan är den sista av totalt fyra Miss Marple-filmatiseringar med Margaret Rutherford i huvudrollen. Margaret Rutherford och Stringer Davis dök upp i sina roller igen i en kort sekvens i Poirot-filmen Den mystiska blondinen (1965) med Tony Randall i huvudrollen.
- Manuset skrevs av David Pursall och Jack Seddon, som också var ansvariga för att anpassa manuset till 4.50 från Paddington och Det är fult att mörda.
- Skådespelaren som spelar löjtnant Compton, Francis Matthews, blev senare huvudrollsinnehavare i TV-serien Paul Temple, baserad på romaner av författaren Francis Durbridge.
- Gerald Cross, som spelar kommendörkapten Dimchurch, spelade rollen som Albert Ackenthorpe i 4.50 från Paddington.
- Gordon Harris, som spelade Sergeant Bacon i de två första filmatiseringarna av denna serie, har här ersatts av den mycket yngre Terence Edmond.
- Boken The Doom Box av författaren J. Plantaganet Corby, som är viktig för handlingen, uppfanns för filmen. Varken titel eller författare existerar egentligen.

## Rollista i urval
- Margaret Rutherford – Miss Marple
- Lionel Jeffries – Kapten Rhumstone
- Bud Tingwell – Poliskommissarie Craddock
- William Mervyn – Kommendörkapten Breeze-Connington
- Joan Benham – Husmor Alice Fanbraid
- Stringer Davis – Mr. Stringer
- Nicholas Parsons – Dr. Crump
- Miles Malleson – Biskop Faulkner
- Henry Oscar – Lord Rudkin
- Derek Nimmo – Sub-Lieutenant Humbert
- Gerald Cross – Lieutenant Commander Dimchurch
- Norma Foster – biträdande husmor Shirley Boston
- Terence Edmond – sergeant Bacon
- Francis Matthews – löjtnant Compton
- Lucy Griffiths – Millie
- Bernard Adams – Dusty Miller
- Tony Quinn – Kelly
- Edna Petrie – Miss Pringle
- Roy Holder – Petty Officer Lamb
- Ivor Salter – polis
- Henry B. Longhurst – Cecil Ffolly-Hardwicke
- Desmond Roberts – Sir Geoffrey Bucknose

## Musik
Filmmusiken till de fyra Miss Marple-filmerna skrevs av Ron Goodwin. Musikaliskt anmärkningsvärd är nattscenen ombord, där först miss Marple, sedan flera andra besättningsmedlemmar lämnar sina hytter och i smyg söker sig till andra rum (scenen slutar med att en kvinnlig besättningsmedlem dör). Den ackompanjerande musiken har här formen av en fuga, där varje framträdande av en ny person åtföljs av ett nytt instrument. Mördaren behandlas separat och lyfts därmed fram. När kommendörkapten Breeze-Connington dyker upp spelar flöjten det tredje temat. Det är det enda blåsinstrumentet i fugans framställning. Miss Marple flyr bakom ett draperi efter att ha kontrollerat giftskåpet. Doktorn kommer in till ett tema som spelas av vibrafonen. I samma ögonblick som medicinskåpet med en flaska gift kan ses, hörs en ingång av temat i flöjten, som tidigare tydligt hade tilldelats Breeze-Cunnington.